# Tapinoma flavidum
Tapinoma flavidum este o specie de furnici din genul Tapinoma. Descrisă de André în 1892, specia este endemică la Borneo.